# Французский берег Сомали
Французский берег Сомали (фр. Côte française des Somalis, сомал. Xeebta Soomaaliyeed ee Faransiiska, араб. ساحل الصوماليين الفرنسي وتوابعه‎) — бывшая французская колония в районе Африканского Рога.
Французский берег Сомали стал колонией Франции в 1896 году. В том же году административный центр колонии был перенесён из города Обок в город Джибути, который имел лучшие условия для развития морского порта.
Вскоре после создания колонии началось строительство железной дороги в Эфиопию. Она связала город Джибути с внутренними районами и служила для перевозки грузов. В 1901 году начаты регулярные перевозки Джибути—Дыре-Дауа. В 1917 году железная дорога достигла Аддис-Абебы.
В 1946 году Французский берег Сомали получил статус заморской территории.
28 сентября 1958 года во Французском Сомали был проведён референдум, который должен был определить будущее страны и её отношений с Францией, построения французского сообщества. Результатом референдума было оставление статуса заморской территории.
В августе 1966 года произошли беспорядки, причиной было взгляды двух основных народов, проживающих в стране. Исса желали присоединить страну к независимому Сомали, в то время афар были против него. 19 марта 1967 года был проведён новый референдум, в котором большинство избирателей высказались за сохранение статуса заморской территории Франции, но с расширением автономии. Так как французские власти противодействовали присоединению к Сомали, исса начали манипулировать референдумами и начали антифранцузские демонстрации.
12 мая 1967 года Новая Ассамблея Французского берега Сомали решила изменить название страны, которая должна была отныне называться Французская территория афаров и исса.